# Botrychium pumicola
Botrychium pumicola är en låsbräkenväxtart som beskrevs av Frederick Vernon Coville. Botrychium pumicola ingår i släktet låsbräknar, och familjen låsbräkenväxter. Inga underarter finns listade i Catalogue of Life.

## Bildgalleri

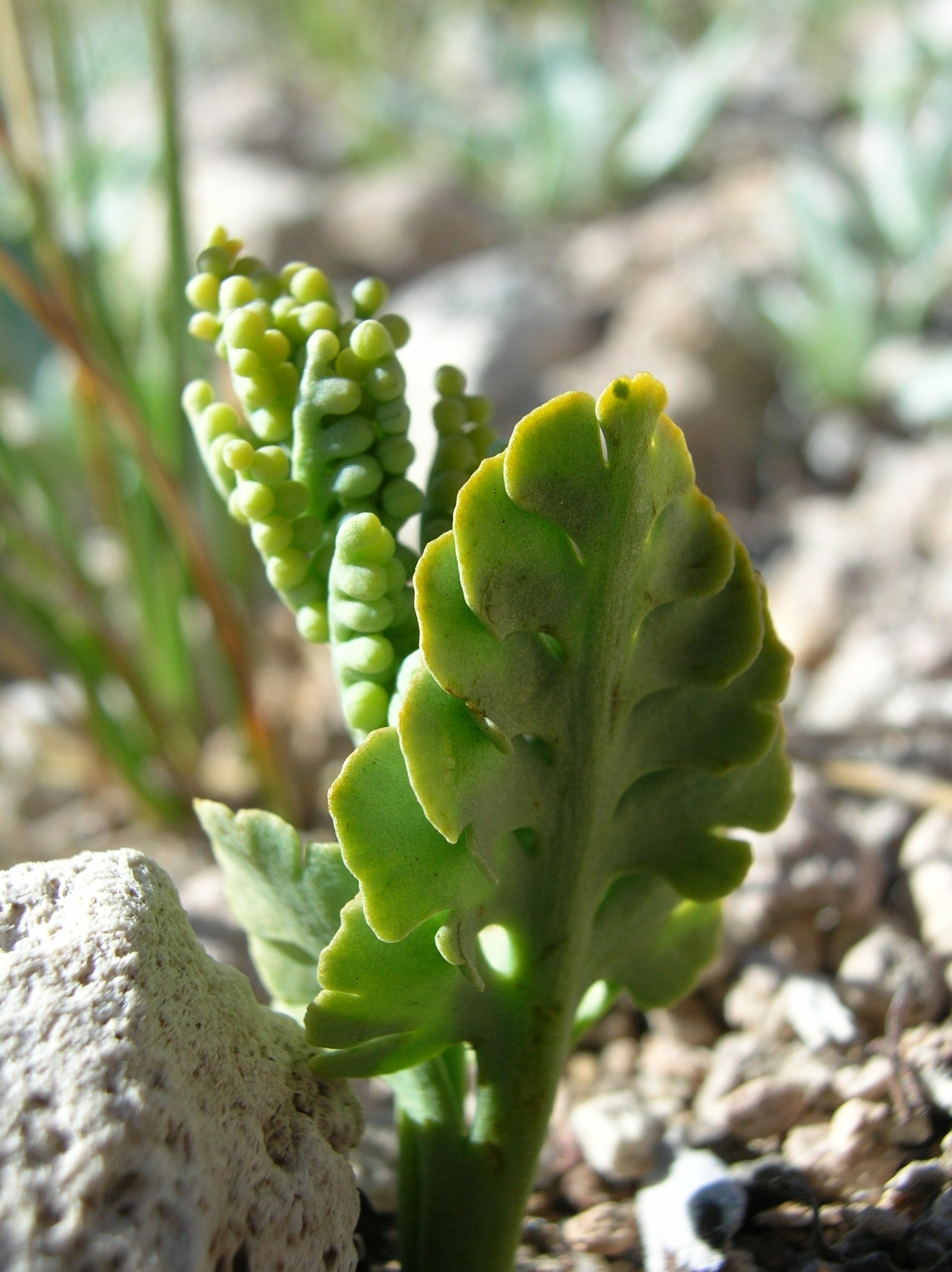